# دئوکسی‌ریبونوکلئاز

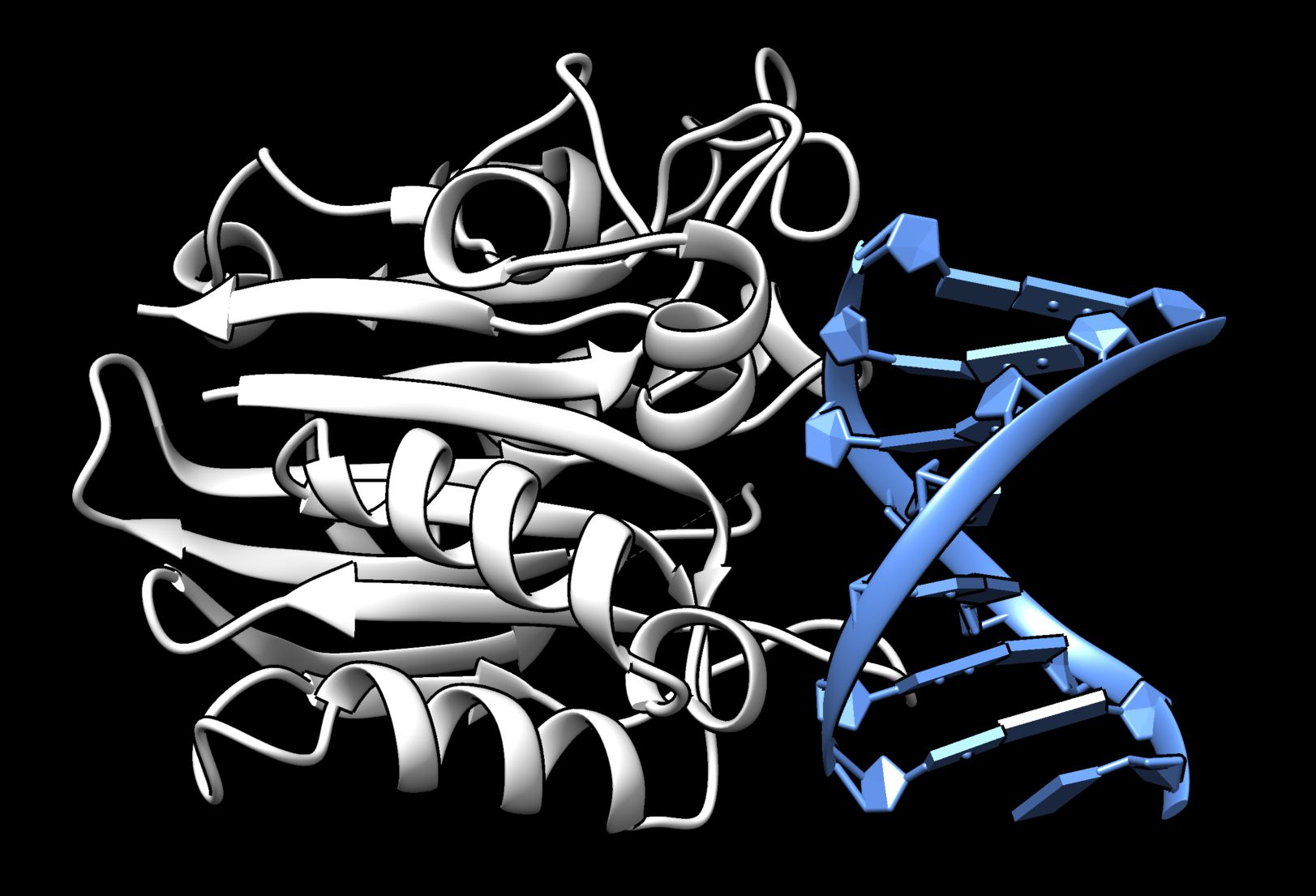
ساختار دئوکسی‌ریبونوکلئاز ۱ گاوی (سفید) متصل به دی‌ان‌ای (آبی)

دئوکسی‌ریبونوکلئاز (به اختصار DNase) آنزیمی است که آبکافت پیوندهای فسفودی‌استر در ساختار دی‌ان‌ای را کاتالیز می‌کند و در نتیجه دی‌ان‌ای را تجزیه می‌کند. دئوکسی‌ریبونوکلئازها یکی از انواع نوکلئازها و یک اصطلاح عمومی برای اشاره به آنزیم‌های قادر به آبکافت پیوندهای فسفودی‌استری است. این پیوندها در ساختار دی‌ان‌ای، نوکلئوتیدها را به‌هم متصل می‌کنند. طیف گسترده‌ای از دئوکسی‌ریبونوکلئازها شناخته شده‌اند که در ویژگی‌هایی همچون پیش‌ماده‌ها، سازوکارهای شیمیایی و عملکردهای زیستی با یکدیگر متفاوت هستند.

## سازوکارها
برخی از دئوکسی‌ریبونوکلئازها تنها باقی‌مانده‌های انتهای مولکول‌های دی‌ان‌ای را برش می‌دهند. این گروه، موسوم به اگزودئوکسی‌ریبونوکلئازها گونه‌ای از اگزونوکلئازها هستند. برخی دیگر اما هر نقطه‌ای از زنجیره را برش زده و جدا می‌کنند. این گروه، اندودئوکسی‌ریبونوکلئاز نام دارند و زیرمجموعه‌ای از اندونوکلئازها هستند.
برخی از دئوکسی‌ریبونوکلئازها در هر نقطه‌ای از توالی دی‌ان‌ای عمل کرده و آن را برش می‌دهند اما برخی دیگر، از جمله اندونوکلئازهای محدودکننده، بسیار اختصاصی هستند و تنها در یک توالی خاص، برش را انجام می‌دهند.
برخی از این آنزیم‌ها تنها دی‌ان‌ای دورشته‌ای را می‌شکافند و برخی دیگر مخصوص مولکول‌های تک‌رشته‌ای هستند و برخی نیز در هر دو مورد، عمل کرده و فعال هستند.

## کاربردها
در چند روش و پروتکل درمانی، دئوکسی‌ریبونوکلئازها مورد استفاده هستند. آنزیم‌های دئوکسی‌ریبونوکلئاز را می‌توان با استفاده از نبولایزر توسط افراد مبتلا به فیبروز سیستیک استنشاق کرد. در این بیماران، گلبول‌های سفید خون در مخاط جمع می‌شوند و پس از تجزیه، دی‌ان‌ای خود را آزاد می‌کنند که به «چسبندگی» مخاط می‌افزایند. آنزیم‌های دئوکسی‌ریبونوکلئاز، این مولکول‌های دی‌ان‌ای را تجزیه می‌کنند و خلط از ریه‌ها بسیار راحت‌تر پاک می‌شود.
دئوکسی‌ریبونوکلئازها معمولاً هنگام خالص‌سازی پروتئین‌های مورد استخراج از پروکاریوت‌ها استفاده می‌شوند. استخراج پروتئین اغلب شامل تخریب دیواره سلولی است. معمول است که دیوارهٔ سلولیِ تخریب‌شده و شکننده، به‌طور تصادفی سست و تجزیه می‌شود و دی‌ان‌ای ناخواسته و پروتئین‌های موردنظر، با هم آزاد می‌شوند. عصارهٔ دی‌ان‌ای-پروتئین حاصل‌شده، بسیار چسبناک بوده و خالص‌سازی آن دشوار است. در این وضعیت، دئوکسی‌ریبونوکلئاز اضافه می‌شود و در این فرایند، ۳ مولکول دی‌ان‌ای، آبکافت شده اما پروتئین‌ها تحت تأثیر قرار نمی‌گیرند و عصاره می‌تواند تحت تصفیهٔ بیشتر قرار گرفته و خالص‌تر شود.
اخیراً از دئوکسی‌ریبونوکلئاز مشتق‌شده از باکتری‌های بیماری‌زا به‌عنوان شاخصی برای پایش عفونت زخم استفاده می‌شود.

## انواع
دو نوع اصلی از دئوکسی‌ریبونوکلئازها که در جانوران یافت می‌شوند، با نام‌های دئوکسی‌ریبونوکلئاز I و دئوکسی‌ریبونوکلئاز II شناخته می‌شوند. انواع دیگر دئوکسی‌ریبونوکلئازها شامل نوکلئاز میکروکوکی (Micrococcal nuclease) است.